# S-tog

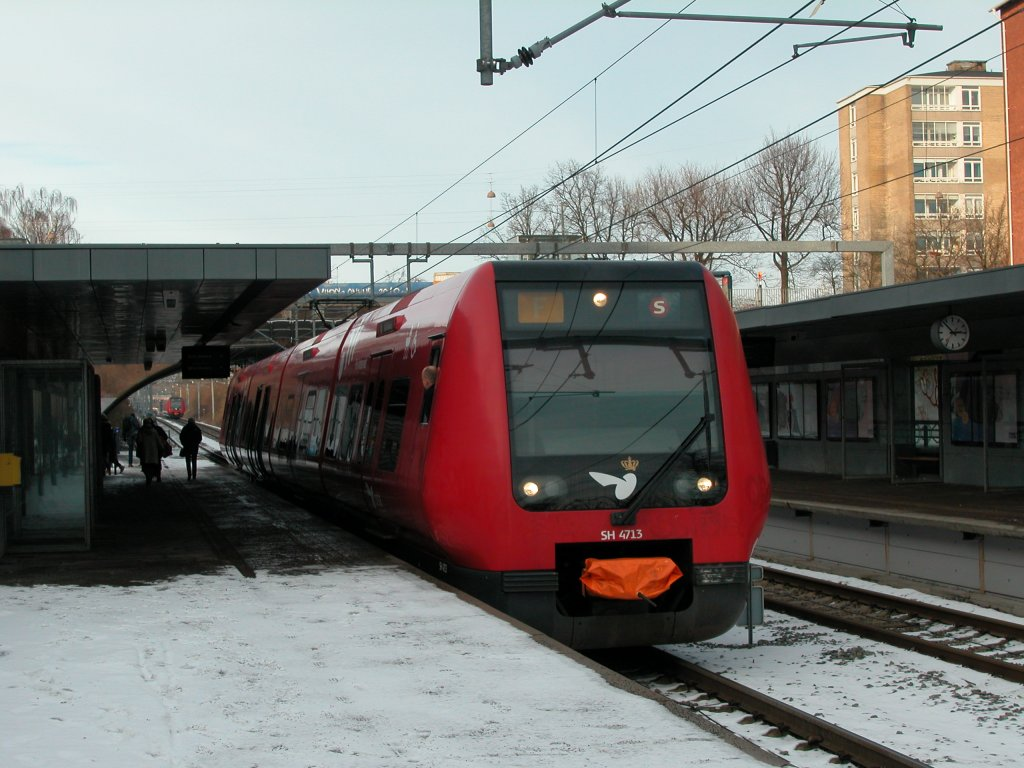
S-tog der vierten Generation (DSB SE) in Aalholm

S-tog, dänisch für S-Zug, oder S-banen ist ein Schienenpersonennahverkehrssystem im Großraum der dänischen Hauptstadt Kopenhagen. Das S stand für stiv køreplan, dänisch für starrer Fahrplan, das heißt Taktfahrplan. Das S-tog-System entwickelte sich schrittweise seit Eröffnung der ersten elektrisch betriebenen Eisenbahnstrecke Dänemarks 1934 und umfasst heute sieben Linien. Diese bedienen ein 170 Kilometer langes, vom übrigen Regional- und Fernverkehrsnetz vollständig unabhängiges Streckennetz mit 87 Stationen. Betreiber war die am 24. Mai 2013 aufgelöste Aktiengesellschaft DSB S-tog, ein 100-prozentiges Tochterunternehmen der dänischen Staatsbahnen DSB. Seither wird sie wieder von Danske Statsbaner direkt betrieben.
S-tog ist zusammen mit der Metro Kopenhagen Hauptlastträger des öffentlichen Nahverkehrs in der Hauptstadt. Täglich gibt es etwa 1100 S-tog-Fahrten, auf denen rund 350 000 Fahrgäste, darunter etwa 4000 Nutzer mit Fahrrad, befördert werden.

## Geschichte

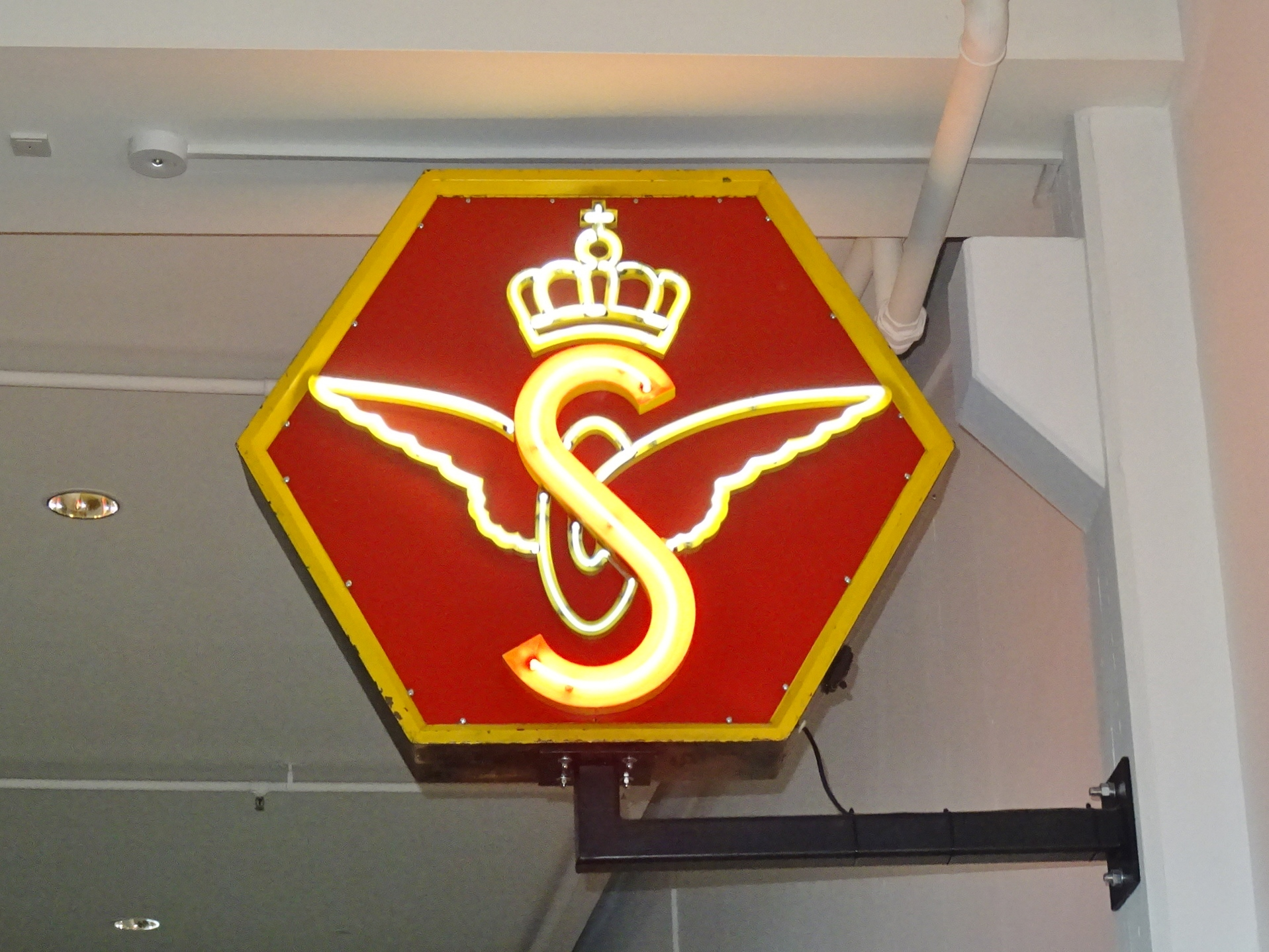
Historisches Logo

Der Name S-tog wurde durch eine Umfrage der dänischen Zeitung Politiken vom 17. Februar 1934 ausgewählt. Die erste Strecke Klampenborg–Hellerup–Vanløse–Frederiksberg wurde am 3. April 1934 eröffnet und war zugleich die erste elektrisch betriebene Eisenbahnstrecke des Landes. Am 5. Mai 1934 folgte die Strecke von Hellerup nach København H, die vom 1. November bis Valby verlängert wurde. Im Laufe der folgenden Jahrzehnte wurde das Netz noch bis zu den Nachbarstädten Hillerød und Køge sowie den Vororten Farum, Ballerup und Høje Tåstrup verlängert.
Nach dem Zweiten Weltkrieg wurde die Siedlungsentwicklung im Rahmen des Fingerplanen entlang der S-tog-Achsen gebündelt. Ziel war es, die Bewohner des Ballungsraums vorrangig mit dem S-tog schnell an das Stadtzentrum anzubinden und Flächen zwischen den Bahnstrecken von Bebauung freizuhalten.
2005 wurde die vorläufig letzte Strecke eröffnet, der Südteil der Ringbahn von Flintholm nach Ny Ellebjerg (heute København Syd), die zusammen mit der schon lange bestehenden nördlichen Ringstrecke Fahrten zwischen Norden und Süden ermöglicht, ohne die Stammbahn durchs Stadtzentrum zu nutzen. Der neue Streckenabschnitt war vorher eine nicht elektrifizierte, nur von Güterzügen befahrene Umgehungsstrecke.
Am 14. Dezember 2020 wurde die Station Vinge zwischen Frederikssund und Ølstykke eröffnet, die seitdem von der Linie C bedient wird. Am 10. Dezember 2023 wurde die Station Favrholm an der Linie A kurz vor ihrer Endstation Hillerød eingeweiht.

### S-tog in der Corona-Pandemie
Während der Corona-Pandemie wurde das Angebot aufrechterhalten. Allerdings verkehrten an einigen Tagen nur die Linien A, B, C und F, ähnlich wie im Nachtfahrplan. Reisende konnten über den Service DSB Plads på Rejsen auf einer Live-Karte Züge verfolgen und deren Auslastung sehen.

## Streckennetz
Die Strecken des S-tog-Systems erschließen den Westen und den Norden des Großraumes Kopenhagen. Die Stammstrecke verläuft von Valby über København H (Hauptbahnhof), Nørreport (fahrgaststärkste Station) und Østerport bis Svanemøllen und Hellerup.
Das S-tog-Netz in Kopenhagen wurde als erster und auf lange Zeit einziger Teil des dänischen Eisenbahnnetzes elektrifiziert. Es wurde ein Gleichstromsystem mit einer Spannung von 1500 Volt (später erhöht auf 1650 Volt) und regulärer Fahrleitung benutzt. Erst in den 1980er Jahren wurde in Dänemark mit der Elektrifizierung im Fernbahnnetz begonnen. 1986 wurde der erste Abschnitt in Betrieb genommen, jedoch mit 25 kV Wechselspannung und einer Frequenz von 50 Hz. Auch die Bahnsteighöhe unterscheidet sich von der der Fernbahn. Dadurch ist das S-tog-Netz völlig vom Regional- und Fernbahnnetz getrennt. Auf zentralen Strecken (z. B. von Klampenborg nach Hellerup und an der ganzen Stammstrecke durch København H bis Høje-Taastrup entlang) verlaufen zwei S-tog- und zwei Fernbahngleise parallel. Auf einigen S-tog-Strecken verkehren auch Güterzüge, die mit fahrleitungsunabhängigen Diesellokomotiven bespannt werden. Im Zuge einer geplanten S-tog-Verlängerung nach Roskilde wurde mit Zweisystem-Zügen kalkuliert; technische Probleme führten jedoch zur Aufgabe des Projektes.
1989 wurde die Regionalstrecke nach Frederikssund in das S-tog-Netz einbezogen; anders als die übrigen Strecken war sie eingleisig und besaß Wegübergänge, war sonst aber völlig in den S-tog-Taktfahrplan integriert. 2000 wurde sie zweigleisig ausgebaut. Zur selben Zeit musste die Stichstrecke von Vanløse nach Frederiksberg, die vorher von der Linie Klampenborg–Nørrebro–Vanløse–Frederiksberg mitbedient wurde, geschlossen werden. Sie wurde 2002 in das Netz der Metro Kopenhagen einbezogen. In diesem Zusammenhang entfiel auch der Bogen der Ringlinie zum Bahnhof Vanløse. Als Ersatz wurde der Turmbahnhof Flintholm eingerichtet.
Seit dem 23. September 2007 gilt ein neuer Fahrplan. Dabei wurde die Linienanzahl reduziert. Dafür fahren jetzt alle Linien im 10-Minuten-Takt (außer den Linien Bx und H), die Halbringlinie F sogar im 5-Minuten-Takt. Früher bestand auf allen Linien ein 20-Minuten-Takt. Die Grundlinien waren mit Buchstaben bezeichnet (z. B. A), die Verstärkerlinien werktags erhielten noch ein „+“ (z. B. A+) und Linien, die meist unter Auslassung einiger Halte nur im Berufsverkehr fuhren, erhielten ein „x“ (z. B. Bx). Letztere Bezeichnung hat sich bei der Linie Bx noch erhalten.
Trotz der Taktverdichtung werden die Linien E, H und Bx noch als Expresslinien betrieben. Die Züge dieser Linien halten nicht an allen Stationen und ermöglichen so kürzere Fahrzeiten in die weiter entfernt gelegenen Vororte von Kopenhagen. Da die alle Stationen bedienenden Linien nun ganztägig in einem exakten 10-Minuten-Takt verkehren, können die Expresslinien teilweise nicht mehr ganz so viele Stationen auslassen wie vorher, da die zweigleisigen Strecken kein Überholen zulassen.
Seit dem Fahrplanwechsel 2020 beginnt die Linie Bx nicht mehr in Farum, sondern erst in Buddinge.

## Linienübersicht
(Stand: Januar 2024)
| Linie         | Linienweg                                            | Takt                      | Takt                        | Takt   | Takt                            | Bemerkungen |
| Linie         | Linienweg                                            | Montag–Freitag (tagsüber) | Samstag, Sonntag (tagsüber) | abends | Nächte nach Freitag und Samstag | Bemerkungen |
| ------------- | ---------------------------------------------------- | ------------------------- | --------------------------- | ------ | ------------------------------- | --- |
| S-toglinie A  | Hillerød – København H – Hundige                     | 10 min                    | –                           | –      | –                               | zwischen Solrød Strand und Hundige nur alle 20 min, zwischen Holte und Hellerup Halt nur in Lyngby                             |
| S-toglinie A  | Hillerød – København H – Køge                        | –                         | 10 min                      | 20 min | 30 min                          | verkehrt, wenn Linie nicht verkehrt                                                                                            |
| S-toglinie B  | Farum – København H – Høje Taastrup                  | 10 min                    | 10 min                      | 20 min | 30 min                          | |
| S-toglinie Bx | Buddinge – København H – Høje Taastrup               | (20 min)                  | –                           | –      | –                               | nur in der HVZ, ohne Halt zwischen Danshøj und Glostrup                                                                        |
| S-toglinie C  | Klampenborg – København H – Ballerup – Frederikssund | 10 min                    | 10 min                      | 20 min | 30 min                          | tagsüber ohne Halt zwischen Valby und Flintholm und zwischen Vanløse und Husum, Halt in Kildedal und Vinge nur alle 20 Minuten |
| S-toglinie E  | Holte – København H – Køge                           | 10 min                    | –                           | –      | –                               | ohne Halt zwischen København Syd und Ishøj                                                                                     |
| S-toglinie F  | København Syd – Flintholm – Hellerup                 | 5 min                     | 10 min                      | 10 min | 30 min                          | |
| S-toglinie H  | Ballerup – København H – Østerport                   | 20 min                    | –                           | –      | –                               | |

## Zugbeeinflussung
Lange Zeit erfolgte die Zugsicherung der Strecken über das System »Hastighedskontrol og automatisk togstop (HKT)« (deutsch in etwa »Geschwindigkeitskontrolle und automatischer Zughalt«), das auf einem Linienleiter basiert. Seit 2022 ist HKT vollständig durch moderne Communication-Based Train Control (CBTC) ersetzt, wodurch die Streckenkapazität erhöht wurde.
Der dänische Netzbetreiber Banedanmark kündigte am 10. Dezember 2008 die Erneuerung aller Zugbeeinflussungsanlagen in Dänemark an. Während auf den meisten Strecken ETCS Level 2 vorgesehen ist, sollte das S-tog-Netz bis 2018 mit einem CBTC-System mit Moving Block ausgerüstet werden, um kurze Zugfolgezeiten zu erreichen.
Siemens Mobility gewann den Auftrag mit dem Trainguard-System. Nach zweimonatigen Tests und Anpassungen an die örtlichen Gegebenheiten erfolgte die Inbetriebnahme des neuen Systems am 4. April 2016 auf der Strecke zwischen Hillerød und Jægersborg im Norden von Kopenhagen. Bis zum 26. September 2022 wurde das CBTC-Zugbeeinflussungssystem im gesamten S-tog-Netz in Betrieb gesetzt.
Bis 2033 soll der Betrieb weiter automatisiert werden. Banedanmark und die DSB beauftragten Siemens Mobility, das vorhandene CBTC-System auf die höchste Automatisierungsstufe (GoA4) hochzurüsten und die dafür notwendige Technik („Onboard Units“) für 226 neue vollautomatische Züge zu liefern. Der Auftrag hat einen Wert von rund 270 Millionen Euro. Der vollautomatische Betrieb soll 2030 auf der Halbringlinie F eingeführt werden, danach soll der GoA4-Bereich schrittweise ausgeweitet werden. Während der Umstellung ist ein Mischbetrieb der Bestandsfahrzeuge mit GoA2 und den Neufahrzeugen mit GoA4 vorgesehen.

## Fahrzeuge
Auf dem S-tog-Netz werden ausschließlich Gleichstrom-Elektrotriebzüge eingesetzt. Ab 2030 soll die vierte durch eine vollautomatische fünfte Generation abgelöst werden.

### Baureihen

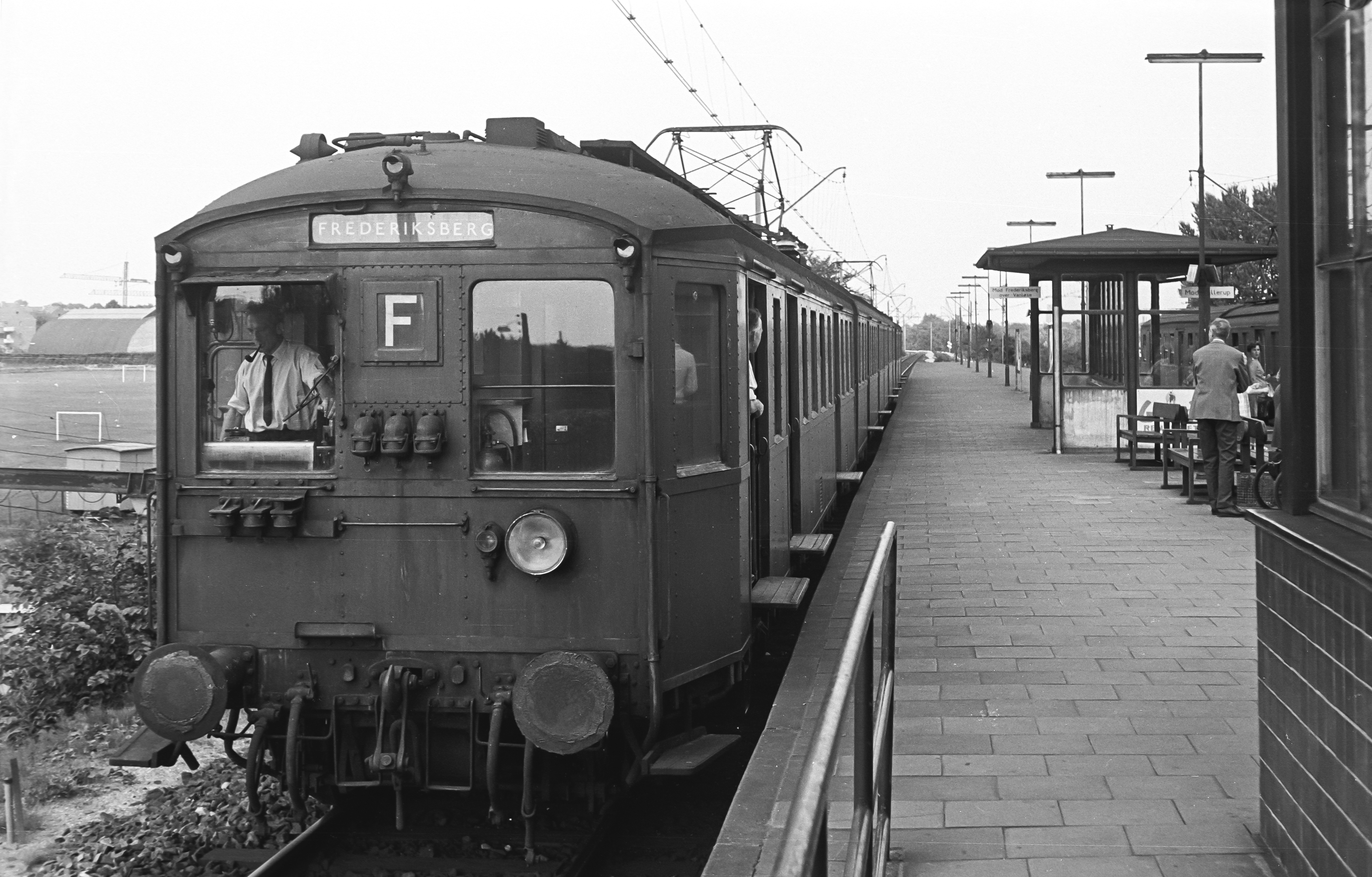
Wagen der ersten Generation an der Station Lyngbyvej
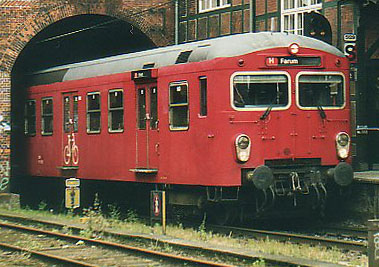
Wagen der zweiten Generation (seit 1966, ausgemustert ab Februar 2007)
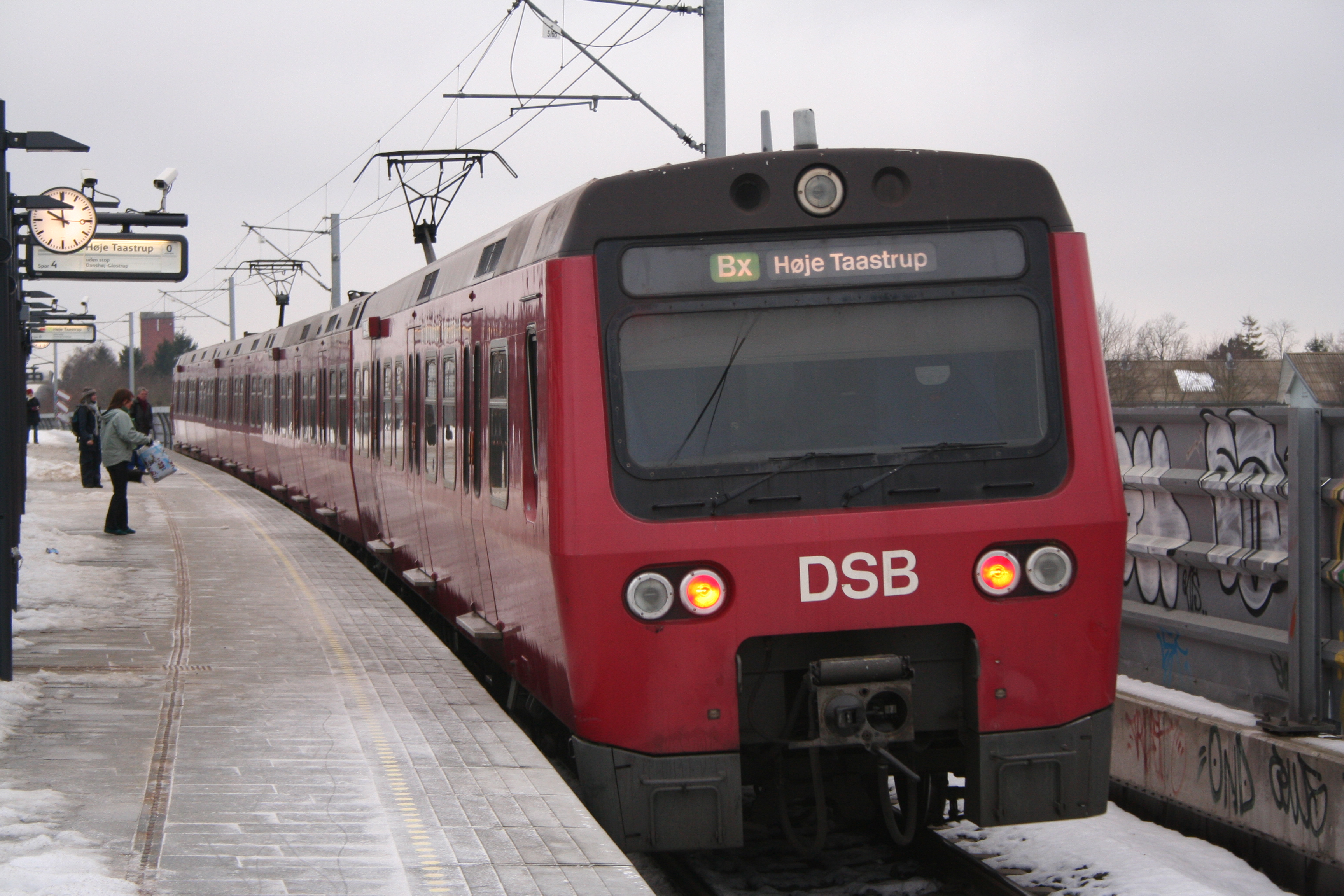
Wagen der dritten Generation seit 1986, ausgemustert ab Juni 2006
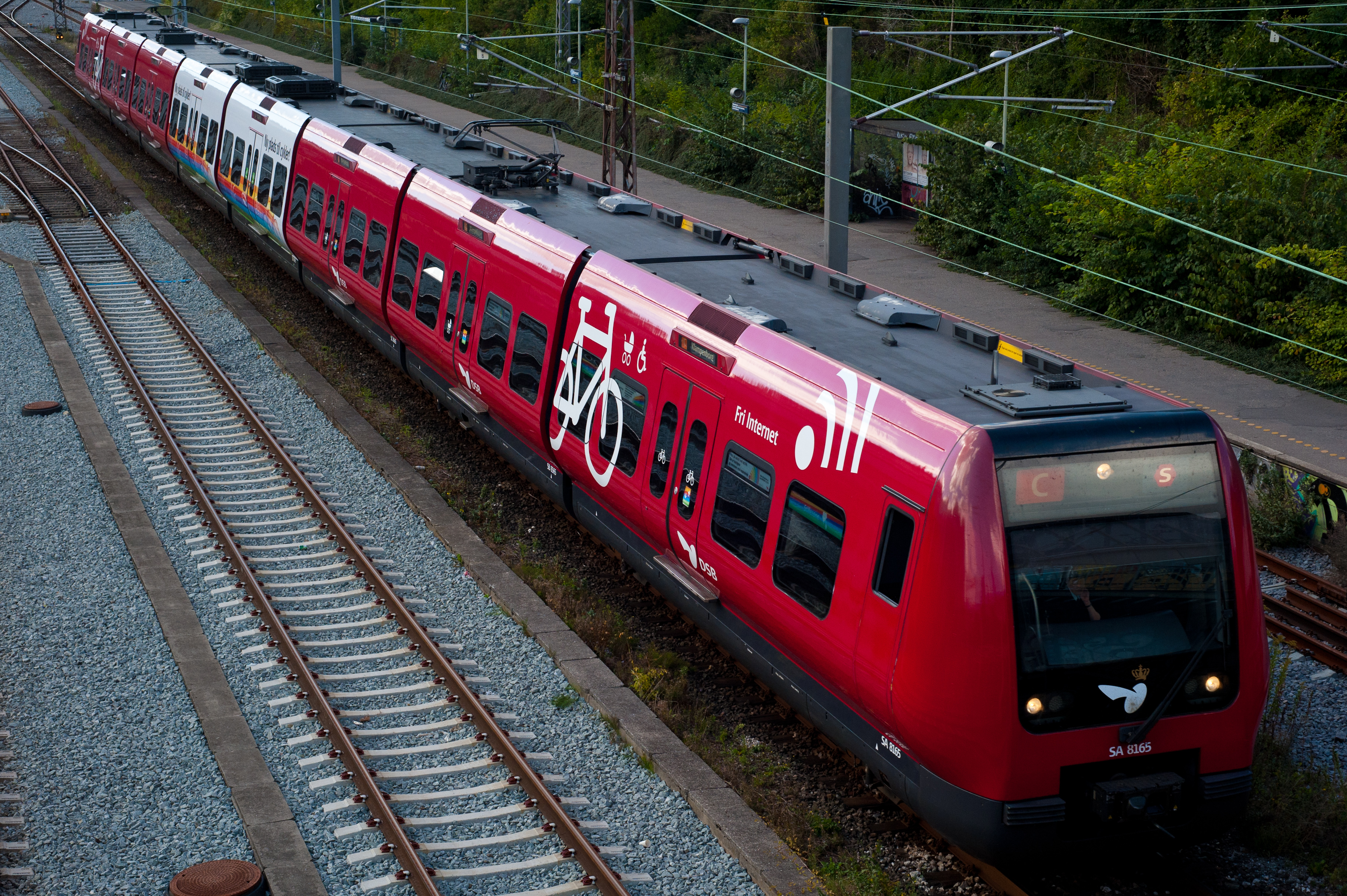
Achtwagenzug (Linie C) der vierten Generation (DSB SA, seit 1996)
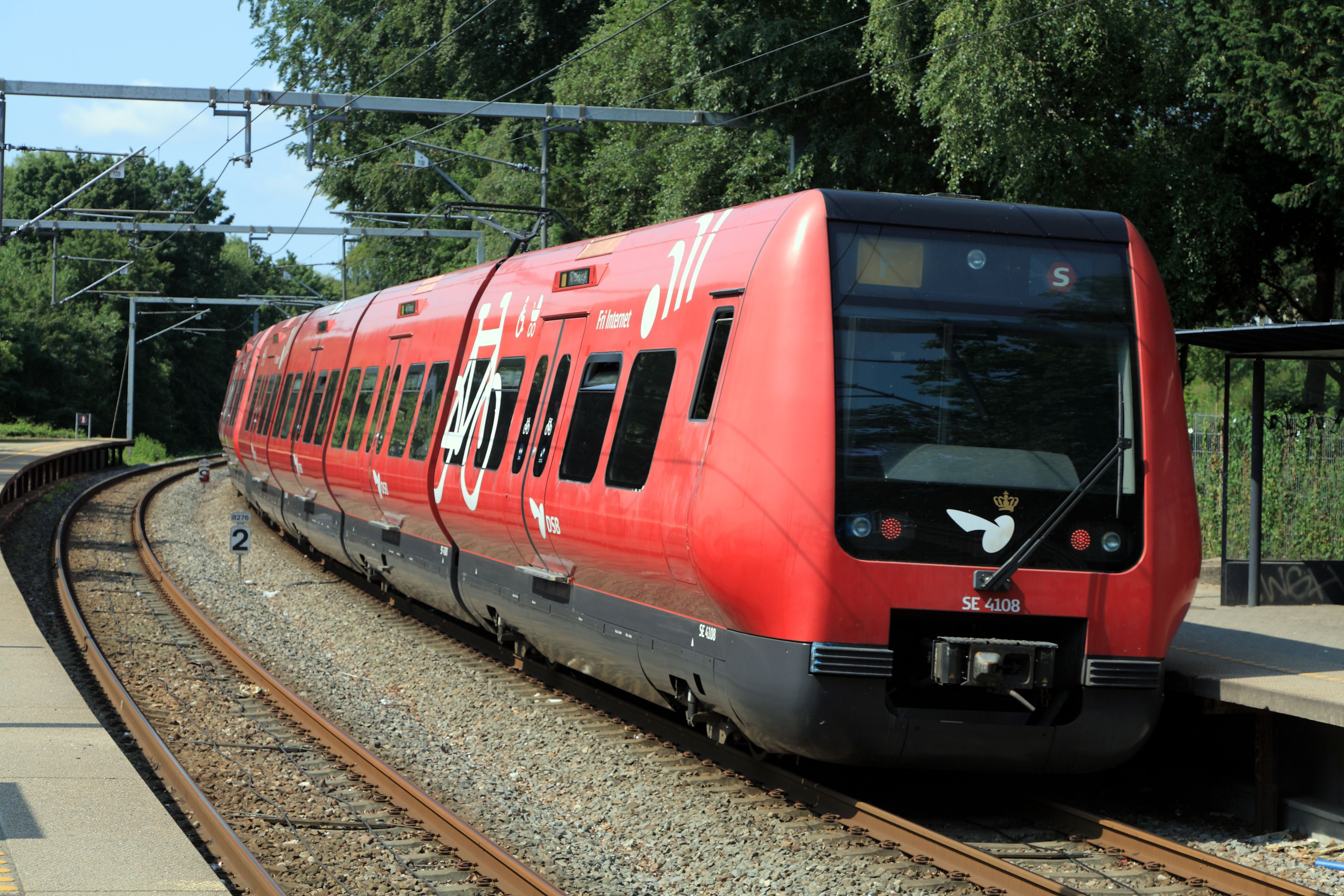
Vierwageneinheit der vierten Generation (DSB SE, Doppeleinheit, Linie F)

### Wartung
Die Fahrzeuge des S-tog werden in der Werkstatt Taastrup nahe dem Bahnhof Høje Taastrup von der DSB Vedligehold, einer Tochter der DSB gewartet.

## Zukunft
Im Rahmen des Infrastrukturplans 2035 ist die Automatisierung des Betriebs geplant, wofür die Anpassung der Signalanlagen und der Stationen sowie die Beschaffung von 226 neuen Zügen mit einem Bestellwert von insgesamt 20 Mrd. Kronen (umgerechnet etwa 2,68 Mrd. Euro), die 2025 bestellt werden sollen, vorgesehen ist.